# Erica Cipressa
Erica Cipressa est une escrimeuse italienne, spécialiste du fleuret, née le 18 mai 1996 à Mirano.
Elle remporte la médaille de bronze en fleuret par équipes lors des Jeux olympiques d'été de 2020 à Tokyo.
Elle est la fille du fleurettiste Andrea Cipressa.

## Palmarès
- Jeux olympiques
  -  Médaille de bronze par équipes aux Jeux olympiques d'été de 2020 à Tokyo[1].